# 杨其珊
杨其珊（1871年—1933年9月26日），又名杨其鑫，男，广东省陆丰县人。中国共产党早期领导人，海陆丰农民运动领袖。

## 生平
杨其珊生于一个贫苦农民家庭。他幼年随父母迁往海丰种地。后来，他随叔父在福建少林寺学习武术。他还学会了中医。1922年夏，他随彭湃创办农会。1923年1月1日，海丰县农会成立，彭湃当选会长、杨其珊当选副会长。同年5月，海丰县总农会改组成惠州农民联合会，杨其珊任惠州农民联合会副会长。同年7月，惠州农民联合会扩充为广东省农会，他当选广东省农会执行委员，并且担任财政部长兼交际部成员。7月26日和8月5日，海陆丰连遭两次台风袭击，洪涝潮灾，农村损失严重，杨其珊与农会执委深入农村救灾，开会决定至多三成交租。同年8月16日，农会会址遭到海丰县县长率人袭击，杨其珊与陈梦等二十五名骨干被捕。后来，他经彭湃等人和进步团体救援而获释放，农民运动转入低潮后，他曾组织“十人团”，继续领导农民斗争。
1925年，东征军攻入海丰，彭湃在周恩来协助下建立中共党支部；杨其珊加入中国共产党，同时恢复农会，改称县农民协会。1926年8月12日至19日，他在海丰县第二次农民代表会上当选为海丰县农会执行委员。1927年4月至5月，中国共产党第五次全国代表大会召开，他当选中央委员。中国国民党清党后，1927年9月开始，他任中共海陆县委农运委员。11月开始，他任海丰县苏维埃政府委员，陆丰县苏维埃政府委员、主席团成员，主要精力抓土地革命工作。1928年2月，全县土改分田面积达原有耕地面积的80%。同年3月，国民政府重兵攻陷海丰县城后，杨其珊被迫率部在山区坚持领导农民斗争。1929年冬，他率地方武装配合红四十九团，打击了国民政府对海陆丰苏区的军事进剿，扩大了苏区。1930年12月，中共海陆紫特委召开三县工农兵代表大会，成立海陆紫苏维埃政府，继续当选为海陆紫县苏维埃政府主席团委员，参与领导当地农民坚持武装割据。
1931年后，东江革命根据地遭到严重挫折，仍继续坚持斗争，他的两个儿子相继牺牲。1933年5月，率游击队撤人深山坚持斗争，7月间身染重病。1933年9月26日，在陆丰县激石溪高岗村石壁寮活动时，因叛徒告密，被当局逮捕杀害。享年62岁。
中华人民共和国成立后，杨其珊被追认为革命烈士。